# Angst, självdestruktivitetens emissarie
Angst, självdestruktivitetens emissarie es el tercer álbum de la banda sueca Shining. Fue lanzado por el sello discográfico Avantgarde Music en 2002.
Una edición limitada de 500 copias del LP fue lanzada posteriormente.

## Listado de pistas
| N.º | Título                                                                | Duración |  |
| 1.  | «"Mörda dig själv..." (Suicídate...)»                                 | 9:08     |  |
| 2.  | «"Svart industriell olycka" (Accidente Industrial Negro)»             | 8:06     |  |
| 3.  | «"Självdestruktivitetens emissarie" (Emisario de la Autodestrucción)» | 8:30     |  |
| 4.  | «"Submit to Self-Destruction"»                                        | 7:13     |  |
| 5.  | «"Till minne av daghen" (En memoria de Daghen)»                       | 4:23     |  |
| 6.  | «"Fields of Faceless"»                                                | 10:21    |  |

## Formación
- Niklas Kvarforth – voz, guitarra.
- Insis – guitarra.
- Phil Un. Cirone – bajo, teclado.
- Jan Axel Blomberg (Hellhammer) – batería.